# Seznam libanonskih kardinalov

#### Seznam libanonskih kardinalov
- Andon Bédros IX. Hassoun (Armenec)
- Ignace Gabriel I. Tappouni (Sirec, po rodu Iračan)
- Krikor Bédros XV. Agagianian (Armenec)
- Pierre-Paul Méouchi (Maronit)
- Antoine Pierre Khoraiche  (Maronit)
- Nasrallah Boutros Sfeir  (Maronit) (1920-2019)
- (Ignace Moussa I. Daoud: Sirec)
- Béchara Boutros Raï (Maronit)
- (Ignace Antoine II Hayek (1910-2007), sirski uniatski patriarh Antiohije v Bejrutu) - NI bil kardinal !!